# Дискографија Оливије Родриго
Америчка певачица и глумица Оливија Родриго издала је два студијска албума, два мини-албума, осам синглова и седам музичких спотова.

### Албуми

#### Студијски албуми
| Назив | Детаљи | Позиција | Позиција | Позиција | Позиција | Позиција | Позиција | Позиција | Позиција | Позиција | Позиција | Број проданих примерака      | Сертификати                                                                                     |
| Назив | Детаљи | САД      | АУС      | КАН      | ДАН      | ИРС      | ХОЛ      | НОР      | НЗ       | ШВЕ      | УК       | Број проданих примерака      | Сертификати                                                                                     |
| ----- | --- | -------- | -------- | -------- | -------- | -------- | -------- | -------- | -------- | -------- | -------- | ---------------------------- | ----------------------------------------------------------------------------------------------- |
|       | - Датум објављивања: 21. мај 2021. - Дискографска кућа: - Формат: Бокс-сет, касета, дигитално преузимање, стриминг          | 1        | 1        | 1        | 1        | 1        | 1        | 1        | 1        | 1        | 1        | - САД: 911,000 - УК: 395.000 | - : 2× Платина - : Платина - : Платина - : Платина - : 3× Платина - : 2× Платина - : 2× Платина |
|       | - Датум објављивања: 8. септембар 2023. - Дискографска кућа: - Формат: Бокс-сет, касета, CD, дигитално преузимање, LP, стриминг | —        | 1        | —        | —        | 1        | 1        | 1        | 1        | 1        | 1        |                              |                                                                                                 |

### Компилацијски албуми
| Назив | Детаљи                                                                                           |
| ----- | ------------------------------------------------------------------------------------------------ |
|       | - Датум објављивања: 18. јул 2021. - Дискографска кућа: - Формат: виртуелно преузимање, стриминг |

## Мини-албуми
| Назив           | Детаљи                                                                                              |
| --------------- | --------------------------------------------------------------------------------------------------- |
| (са Медисон Ху) | - Датум објављивања: 7. октобар 2016. - Дискографска кућа: - Формат: виртуелно преузимање, стриминг |

## Синглови
| Назив                                                                             | Година | Позиција | Позиција | Позиција | Позиција | Позиција | Позиција | Позиција | Позиција | Позиција | Позиција | Сертификати                                                                                           | Албум |
| Назив                                                                             | Година | САД      | AUS      | CAN      | ДАН      | ИРС      | ХОЛ      | НОР      | НЗ       | ШВЕ      | УК       | Сертификати                                                                                           | Албум |
| --------------------------------------------------------------------------------- | ------ | -------- | -------- | -------- | -------- | -------- | -------- | -------- | -------- | -------- | -------- | --- | ----- |
| „”                                                                                | 2021.  | 1        | 1        | 1        | 1        | 1        | 1        | 1        | 1        | 1        | 1        | - : 4× Платина - : 5× Платина - : 2× Платина - : Платина - : 3× Платина - : 5× Платина - : 2× Платина |       |
| „”                                                                                | 2021.  | 3        | 3        | 4        | 24       | 2        | 33       | 17       | 3        | 46       | 4        | - : 2× Платина - : 2× Платина - : Платина - : Платина - : 2× Платина - : Платина                      |       |
| „”                                                                                | 2021.  | 1        | 1        | 1        | 1        | 1        | 1        | 1        | 1        | 2        | 1        | - : 3× Платина - : 4× Платина - : 2× Платина - : Платина - : 2× Платина - : 3× Платина - : 2× Платина |       |
| „”                                                                                | 2021.  | 9        | 5        | 9        | 38       | 3        | 53       | 16       | 5        | 56       | 5        | - : Платина - : Платина - : Платина - : Платина - : Платина - : Платина                               |       |
| „”                                                                                | 2021.  | 12       | 12       | 13       | —        | —        | —        | —        | 8        | —        | —        | - : Платина - : Злато - : Сребро - : Платина                                                          |       |
| „—” означава песме које нису биле на листама или нису биле објављене у тој земљи. |        |          |          |          |          |          |          |          |          |          |          | |       |

### Промотивни синглови
| Назив                                                                             | Година | Позиција | Позиција | Позиција | Позиција | Позиција | Позиција | Позиција | Позиција | Сертификати                                   | Албум                    |
| Назив                                                                             | Година | САД      | КАН      | ИРС      | НЗ       | ПОР      | ШВЕ      | УК       | ШС       | Сертификати                                   | Албум                    |
| --------------------------------------------------------------------------------- | ------ | -------- | -------- | -------- | -------- | -------- | -------- | -------- | -------- | --------------------------------------------- | ------------------------ |
| „” (са Медисон Ху)                                                                | 2016.  | —        | —        | —        | —        | —        | —        | —        | —        |                                               | Није ни на једном албуму |
| (са Џошуом Басетом)                                                               | 2019.  | —        | —        | —        | —        | —        | —        | —        | —        |                                               |                          |
| „” (са Џулијом Лестер)                                                            | 2019.  | —        | —        | 77       | —        | —        | —        | —        | —        |                                               |                          |
| „”                                                                                | 2019.  | 90       | 78       | 16       | 19       | 111      | 88       | 32       | 119      | - : Платина - : Платина - : Злато - : Платина |                          |
| „”                                                                                | 2019.  | —        | —        | —        | —        | —        | —        | —        | —        |                                               |                          |
| „”                                                                                | 2020.  | —        | —        | —        | 32       | —        | —        | —        | —        |                                               |                          |
| „” (са Џошуом Басетом)                                                            | 2021.  | —        | —        | —        | 33       | —        | —        | —        | —        |                                               |                          |
| „”                                                                                | 2021.  | —        | —        | —        | —        | —        | —        | —        | —        |                                               |                          |
| „”                                                                                | 2021.  | —        | —        | —        | —        | —        | —        | —        | —        |                                               |                          |
| „”                                                                                | 2021.  | —        | —        | —        | 11       | —        | —        | —        | —        |                                               |                          |
| „—” означава песме које нису биле на листама или нису биле објављене у тој земљи. |        |          |          |          |          |          |          |          |          |                                               |                          |

## Остале песме
| Назив                                                                             | Година | Позиција | Позиција | Позиција | Позиција | Позиција | Позиција | Позиција | Позиција | Позиција | Позиција | Сертификати                                                      | Албум |
| Назив                                                                             | Година | САД      | АУС      | КАН      | ИРС      | НОР      | НЗ       | ШПА      | ШВЕ      | УК       | ШС       | Сертификати                                                      | Албум |
| --------------------------------------------------------------------------------- | ------ | -------- | -------- | -------- | -------- | -------- | -------- | -------- | -------- | -------- | -------- | ---------------------------------------------------------------- | ----- |
| „”                                                                                | 2021.  | 19       | 18       | 17       | —        | —        | 26       | —        | —        | —        | 17       | - : Злато - : Злато                                              |       |
| „”                                                                                | 2021.  | 14       | 14       | 14       | —        | —        | 21       | 89       | 89       | —        | 13       | - : Злато - : Сребро - : Злато                                   |       |
| „”                                                                                | 2021.  | 15       | 15       | 15       | —        | 28       | 14       | 92       | —        | —        | 14       | - : Платина - : Злато - : Сребро - : Злато - : Платина           |       |
| „”                                                                                | 2021.  | 24       | 22       | 21       | 32       | —        | 33       | —        | —        | 36       | 19       | - : Злато - : Злато - : Сребро - : Платина                       |       |
| „”                                                                                | 2021.  | 16       | 13       | 14       | 8        | 21       | 6        | —        | 76       | 17       | 14       | - : Платина - : Злато - : Сребро - : Злато - : Платина - : Злато |       |
| „”                                                                                | 2021.  | 29       | 23       | 23       | —        | —        | —        | —        | —        | —        | 22       | - : Злато - : Злато                                              |       |
| „—” означава песме које нису биле на листама или нису биле објављене у тој земљи. |        |          |          |          |          |          |          |          |          |          |          |                                                                  |       |

## Музички спотови
| Назив | Година | Редитељ(и)        | Реф.          |
| ----- | ------ | ----------------- | ------------- |
| „”    | 2020.  | Стивен Вејн Молет | [ 58 ] [ 59 ] |
| „”    | 2021.  | Метју Дилон Коен  | [ 60 ] [ 61 ] |
| „”    | 2021.  | Али Авитал        | [ 62 ]        |
| „”    | 2021.  | Петра Колинс      | [ 63 ]        |
| „”    | 2021.  | Петра Колинс      | [ 64 ]        |
| „”    | 2021.  | Оливија Би        | [ 65 ] [ 66 ] |

### Гостујући наступи
| Назив | Година | Извођач(и) | Редитељ(и)   | Реф.   |
| ----- | ------ | ---------- | ------------ | ------ |
| „”    | 2021.  |            | Дилон Даудел | [ 67 ] |